# Karl Graul

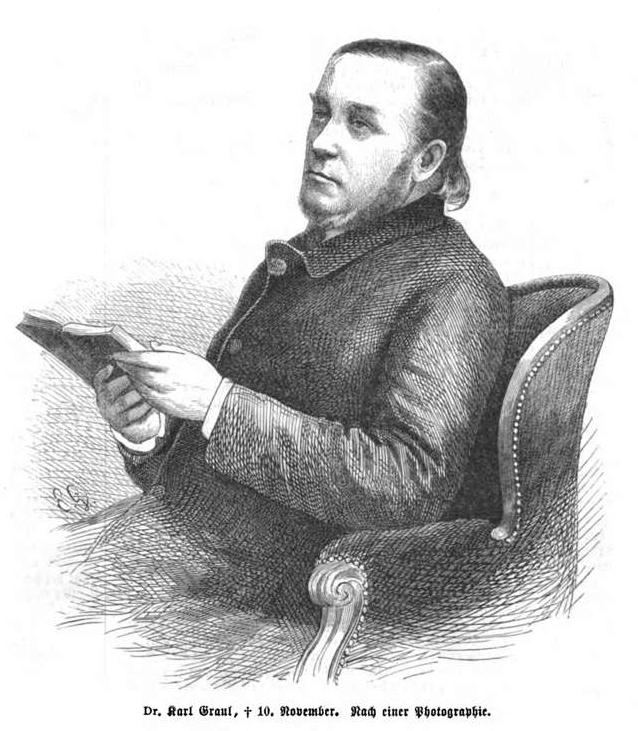
Karl Graul

Karl Friedrich Leberecht Graul (* 6. Februar 1814 in Wörlitz (Anhalt); † 10. November 1864 in Erlangen) war ein deutscher lutherischer Theologe. Als Missionsdirektor, Missionswissenschaftler und Dravidologe legte er die Grundlagen für die deutsche Missionswissenschaft.

## Leben
Als Sohn eines Webermeisters geboren, besuchte er das Gymnasium in Dessau, bevor er 1834–38 in Leipzig Theologie studierte. Nachdem er einige Zeit als Hauslehrer wirkte, wurde er 1844 Direktor der Evangelisch-Lutherischen Missionsgesellschaft zu Dresden (Dresdner Mission), aus der kurz darauf die Evangelisch-Lutherische Mission zu Leipzig (Leipziger Mission) wurde
Hauptaugenmerks Grauls war die strikte Bindung der Mission an das Lutherische Bekenntnis und eine damit verbundene umfangreiche Missionarsausbildung. Missionare sollten als ordinierte Theologen mit hinreichenden Kenntnissen der lokalen Sprachen in die Missionsgebiete gehen. Graul selber war sprachbegabt und beherrschte Italienisch, Französisch, Englisch, Latein, Griechisch, Hebräisch, Tamil, Persisch, Sanskrit und Hindustani.
Sein eigener Aufenthalt in Südindien zwang ihn zu intensiven Auseinandersetzungen mit dem Umgang der Lutherischen Gemeinden mit dem sogenannten Kastenstreit, wobei er einen „mittleren“ Standpunkt einnahm (die Kaste sei als „ein zwischen Göttlichem und Dämonischem liegendes natürliches Reich“ anzusehen), wie auch mit den Spannungen zu anderen Protestantischen Missionsgesellschaften. In der Folge verfasste er Werke in Tamil und übersetzte mehrere Texte ins Deutsche, darunter den tamilischen Tirukkural (1856).
Als erster Deutscher wurde Graul 1864 in Erlangen mit der Habilitationsschrift Über Stellung und Bedeutung der Mission im Ganzen der Universitätswissenschaften Dozent für Missionswissenschaft und wurde damit der Begründer der neueren deutschen Missionswissenschaft.

## Werke
- Übersetzung von Dante Allghieri’s Göttlicher Komödie; 1843. (Elektronischer Text auf www.dantealighieri.dk)
- Unterscheidungslehren der verschiedenen christlichen Bekenntnisse; 1845
- Die Ev.-Luth. Mission an die ev-luth. Kirche aller Lande; 1845
- Explanations concerning the principles of the Leipzig Society with regard to the Caste-Question; Madras 1851
- Die talmudische Bibliothek der evangelisch-lutherischen Missionsanstalt zu Leipzig: I. Der Catalog. In: Zeitschrift der Deutschen Morgenländischen Gesellschaft, Band 7. 1853. S. 558–568 (Digitalisat).
- Die talmudische Bibliothek der evangelisch-lutherischen Missionsanstalt zu Leipzig: II. Widerlegung des Buddhistischen Systems vom Stanpunkte Sivaismus. In: Zeitschrift der Deutschen Morgenländischen Gesellschaft, Band 8. 1854. S. 720–738 (Digitalisat).
- Die Talmudische Bibliothek der Evang. Lutherischen Missionsanstalt in Leipzig: III. Uebersetzung von Nampi's Akkaporul Vilakkam. In: Zeitschrift der Deutschen Morgenländischen Gesellschaft, Band 11. 1857. S. 369–395 (Digitalisat).
- Reise nach Ostindien, 5 Bände; 1854–56
- Bibliotheca Tamulica sive Opera Praecipia Tamuliensium, 4 Bände
  - Band 1: Tamulische Schriften zur Erläuterung des Vedanta-Systems oder der rechtgläubigen Philosophie der Hindus. Übersetzung und Erklärung von Karl Graul. Leipzig 1854. (Digitalisat)
  - Band 2: Kaivaljanavanīta. A Vedanta Poem. The Tamil Text with a Translation and Glossary and Grammatical Notes. Leipzig/London 1855. (Digitalisat)
  - Band 3: Der Kural des Tiruvalluver. Ein gnomisches Gedicht über die drei Strebeziele des Menschen. Übersetzung und Erklärung von Karl Graul. Leipzig 1856. (Digitalisat)
  - Band 4: Kural of Tiruvalluver. High-Tamil Text with Translation into Common Tamil and Latin, Notes and Glossary. Leipzig 1865. (Digitalisat)
- Outline of Tamil Grammar; 1855
- Die christliche Kirche an der Schwelle des irenäischen Zeitalters; 1860
- Die Stellung der evangelisch-lutherischen Mission in Leipzig zur ostindischen Kastenfrage; 1861
- Über Stellung und Bedeutung der christlichen Missionen im Ganzen der Universitätswissenschaften; 1864
- Indische Sinnpflanzen und Blumen zur Kennzeichnung des indischen, vornehmlich tamulischen Geistes; 1864